# Tupy de Brás de Pina
O Grêmio Recreativo Escola de Samba Tupy de Braz de Pina foi uma escola de samba da cidade do Rio de Janeiro, fundada a 25 de Março de 1948 com as cores azul e branco. Pertenceu, em tempos áureos, à elite do carnaval carioca.

## História
Estreou, em 1956, no carnaval, sem concorrer, se apresentando na Praça Onze no então Grupo 2. Em 1957, foi vice-campeã do Grupo de acesso A, à época chamado de Grupo 2, fazendo 91 pontos com o enredo Ordem e progresso, sendo promovida para o Grupo Especial (Grupo 1). Na época só havia dois grupos.
Em 1958, foi a 8° colocada no Grupo Especial com o enredo Inconfidência Mineira, fazendo 85 pontos, mantendo-se no mesmo grupo.
Em 1959, foi a 13° colocada no Grupo Especial, sendo rebaixada para o Grupo de acesso A, com o enredo Memórias de um preto velho com 74,5 pontos. Em 1960, foi a 5° colocada no Grupo de acesso A com o enredo Exaltação à arte e pintura da Almeida Jr., com 78,5 pontos.
Ganhou notoriedade pela apresentação do samba Seca do Nordeste no carnaval de 1961, quando foi vice-campeã do Grupo de acesso A, perdendo apenas para a Unidos do Cabuçu, fazendo 86,5 pontos.
Em 1962, estava no Grupo Especial com o enredo Gonçalves Dias e suas memórias, ficando em 10° (última) com 64 pontos, sendo rebaixada para o Grupo 2.
Em 1963, foi 10° no então Grupo 2 com o enredo Preto-Velho, fazendo 34 pontos e permanecendo no mesmo grupo. No ano seguinte não desfilou.
Em 1965, foi 9° colocada com o enredo Outros carnavais com 84 pontos, permanecendo no mesmo grupo.
Em 1966, teve o enredo Exaltação à Bahia, ficando em 9° novamente.
Em 1967, foi 6° com o O homem que não quis ser rei, permanecendo no então Grupo 2. A mesma colocação ocorreu no ano seguinte quando apresentou o tema Bodas imperiais, fazendo 79 pontos.
Em 1969, não desfilou. Voltando em 1970, ficou na 3° colocação, ao apresentar o tema Praça XI, berço do samba com 77 pontos. Em 1971, ficou em 4°, com o tema São Francisco a caminho do sertão, com 111 pontos.
Foi campeã do Grupo 2, atual Grupo de acesso A em 1972 com o enredo Chiquinha Gonzaga, alma cantante do Brasil, fazendo 66 pontos.

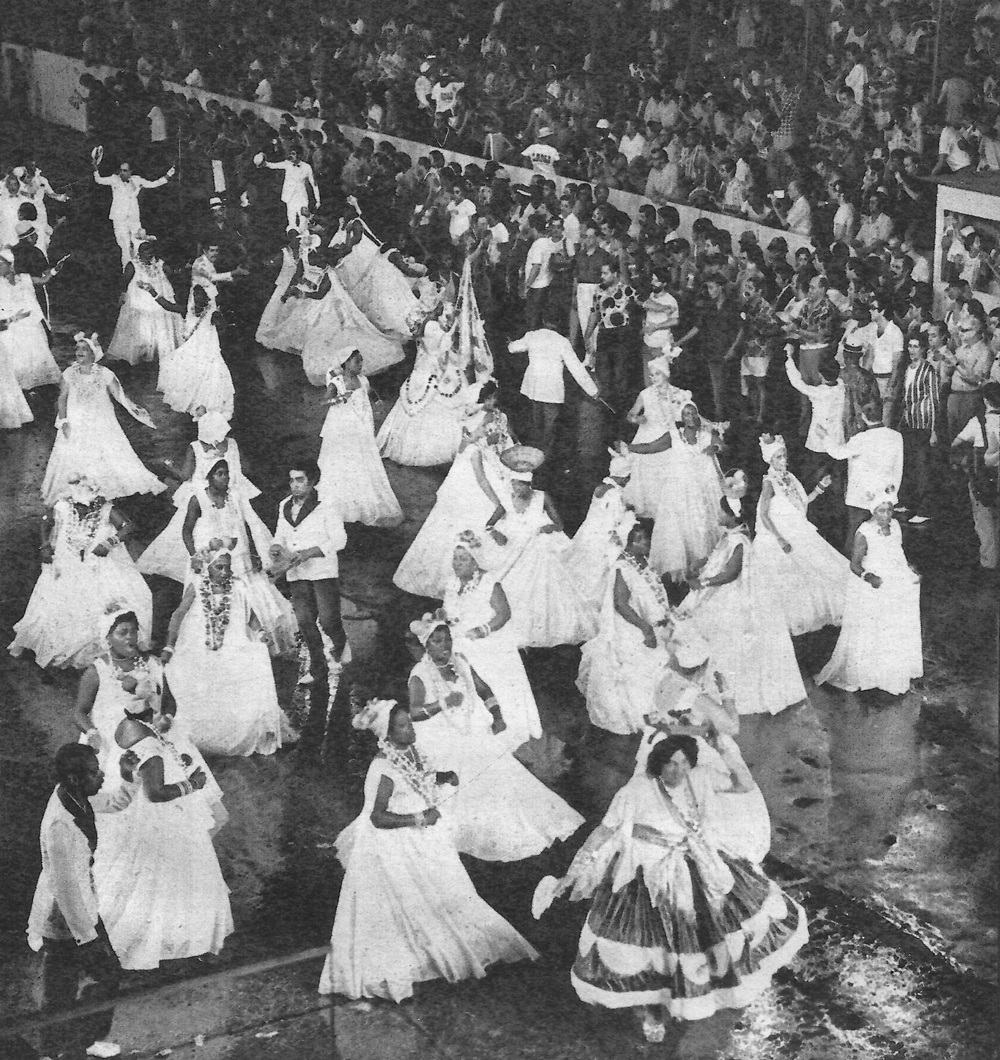
Em 1973, a Tupy de Brás de Pina desfilou na elite do carnaval carioca

No ano seguinte, foi rebaixada do Grupo Especial ao ficar em penúltimo lugar (9°), ao apresentar o enredo Assim dança o Brasil, com 41 pontos. Foi com Essa Nega Fulô, que a agremiação ficou em 7° lugar no Grupo 2 de 1974.
Contudo, em 1975, a Tupy é vice-campeã do Grupo 2 ao apresentar o enredo Brasil, glória e integração, fazendo 72 pontos. Mas, no ano seguinte é a última colocada do Especial (14°) ao apresentar o enredo Riquezas áureas da nossa bandeira com 65 pontos.
Em 1977, apresenta Um sonho colorido ficando com a 7° posição com 47 pontos. No ano seguinte, piora a sua posição ficando em 13° com o enredo Manôa, um sonho dourado com 68 pontos, sendo rebaixada.
Em 1979 é criado o Grupo 2A, substituindo o antigo Grupo 3, hoje chamado de Grupo de acesso B. A agremiação, já em curva descendente, é a última colocada com 72 pontos.
Em 1980, não desfilou. Voltou apenas em 1982 no Grupo 2A, fazendo 159 pontos, chegando ao 10° lugar, conseguindo por pouco permanecer no mesmo grupo. No ano seguinte, fica em 8°, com 162 pontos.
Em 1984, é 5° lugar com Rio, carnaval e cinzas, fazendo 180 pontos. No ano seguinte é Caymmi, poeta do mar o tema que dá apenas o 5° lugar para a escola com 191 pontos, permanecendo no Grupo 2A. A mesma colocação do ano anterior ocorre em 1986 com o enredo Cobiças e lendas na Amazônia), fazendo 194 pontos.
Em 1987, foram criados os Grupos 1, 2, 3 e 4. Como a Tupy pertencia ao Grupo 2A, equivalente ao Grupo 3, hoje Grupo de acesso B, foi remanejada para o 3, sendo consagrada no ano a vice-campeã, perdendo o título por apenas dois pontos para a Paraíso do Tuiuti. O tema apresentado foi Marlene, a estrela maior, fazendo 223 pontos. Mas no ano seguinte, foi a última colocada, 10° lugar, apresentando E agora José?, com 176 pontos, não havendo rebaixamento naquele ano.

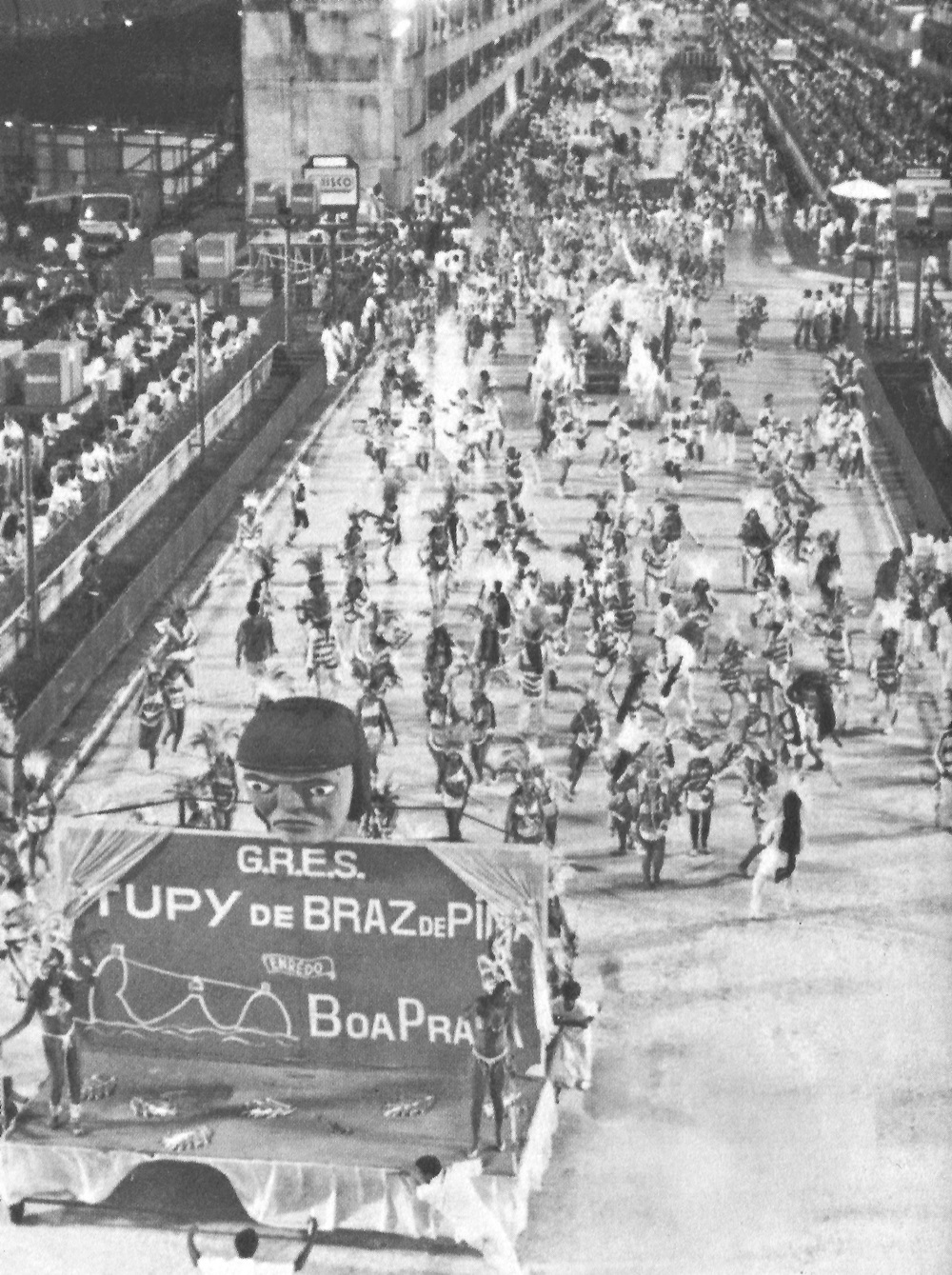
Tupy de Brás de Pina em sua passagem pelo Sambódromo em 1989

Mas em 1989, novamente no Grupo 2, a escola não teve sorte. Foi 10° colocada com o enredo Rio boa praça, fazendo 170 pontos. Em 1990, foi com Saudade, hoje eu vou batucar, que a agremiação ficou em 7° lugar com 195 pontos, permanecendo no Grupo 2. Em 1991, foi 5° colocada com o enredo Acredite se puder, fazendo 211 pontos. No ano seguinte, foi Tributo as raízes, o assunto escolhido que deu 180 pontos à escola, deixando na 6° posição. Uma colocação acima, a Tupy conseguiu em 1993 com o enredo Armando Campos, uma vida que dá samba, com 201 pontos.
Em 1994, ficou em 4° lugar com o enredo Sargentelli, hoje o show é na avenida, fazendo 220 pontos.
A complicada nomenclatura dos grupos mudou novamente para 1995. Dessa vez, criaram o Grupo Especial, Grupo de acesso A, Grupo de acesso B e, para atrapalhar ainda mais a compreensão geral, os Grupos 1 e 2, que hoje seriam o Grupo de acesso C e o Grupo de acesso D. A Tupy foi remanejada para o Grupo 1 (Grupo de acesso C, ficando em 3° lugar com o propositado Eu era feliz e não sabia, não conseguindo nenhuma promoção, que só ocorreu para o campeão e vice.
Já bastante decadente, em 1996, a escola fez um péssimo desfile ficando em 10° lugar com o enredo Bornay, a lenda viva do carnaval com 183 pontos no Grupo de acesso C.
No ano de 1997, a escola sofreu um novo descenso com o enredo Brava gente brasileira, fazendo 87 pontos, caindo para o Grupo de acesso E, o último. No ano seguinte, a agremiação parecia dar a volta por cima ao ser promovida com 151 pontos, alcançando o 3° posto, voltando ao Grupo de acesso D. Mas no ano seguinte, entrou em inatividade. 

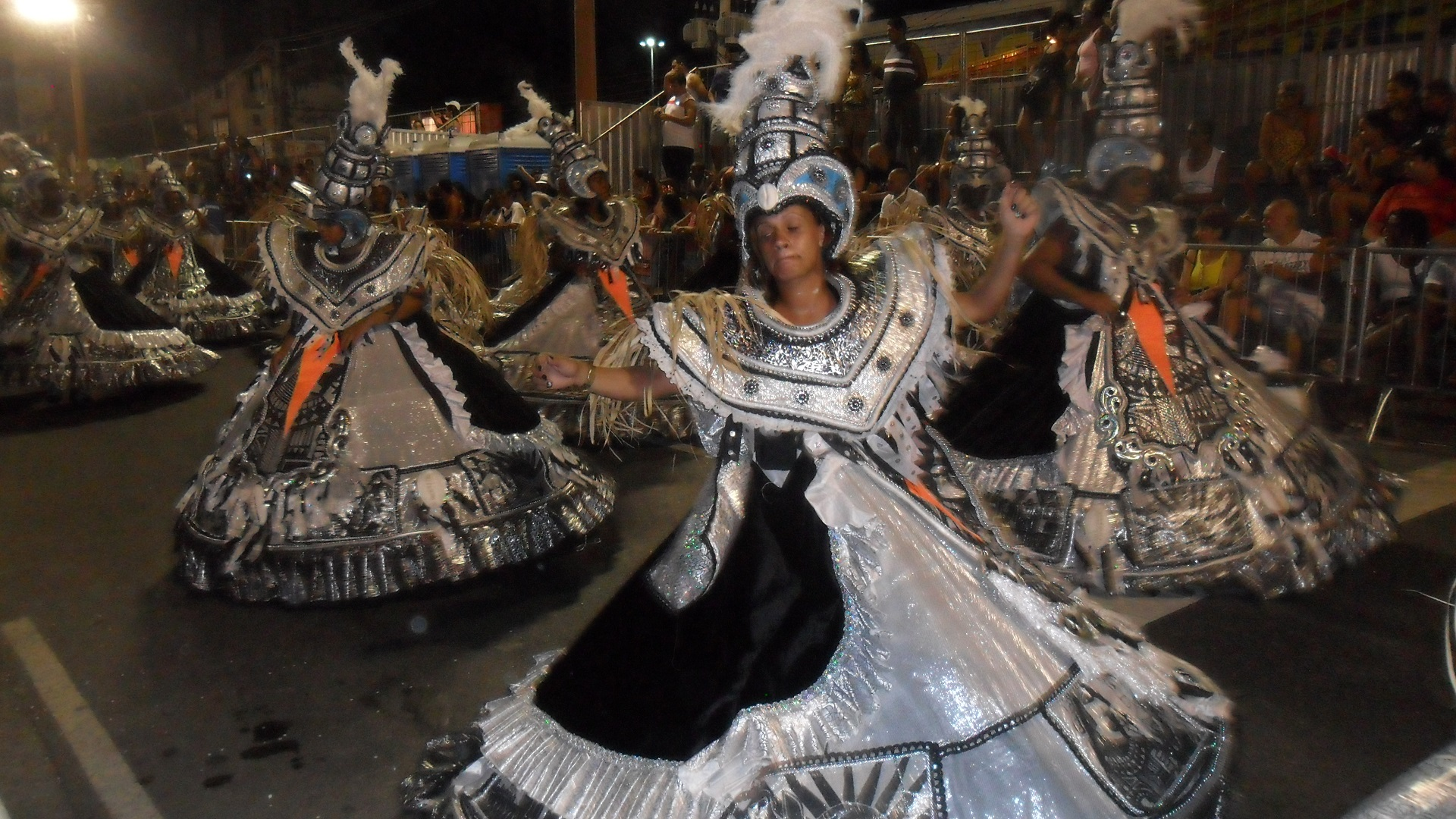
A Tupy de Brás de Pina retornou aos desfiles em 2015

Em 2015, depois de muitos anos sem desfilar, a Tupy voltou ao Carnaval, conseguindo se sagrar vice-campeã do grupo de avaliação. Em seu segundo ano após a volta, foi promovida ao grupo D. Desfilou ainda por mais dois anos, em 2017, com enredo em homenagem ao sambista Wilson das Neves, e em 2017, abordando em seu desfile a história do Império da Tijuca. Em julho de 2018, abandonou novamente o Carnaval, ao entregar sua vaga para a Botafogo Samba Clube.

## Segmentos

### Presidentes
| Nome                            | Mandato   | Ref.  |
| ------------------------------- | --------- | ----- |
| Reinaldo Farias                 | 1978      | [ 2 ] |
| Vadinho                         | 1979-1980 | [ 2 ] |
| Jacy Figueira                   | 1981      | [ 2 ] |
| Ubirajara                       | 1982-1983 | [ 2 ] |
| Sidney Ferreira Hassen Dan      | 1984-1985 | [ 2 ] |
| José Foguete                    | 1986-1988 | [ 2 ] |
| Sidney Ferreira Hassen Dan      | 1989-1990 | [ 2 ] |
| Leôncio de Oliveira             | 1991-1993 | [ 2 ] |
| Fabio Augusto Teófilo (Fabinho) | 2014-2018 | [ 3 ] |

### Diretores
| Ano  | Diretor de Carnaval              | Diretor geral de harmonia           | Mestre de bateria        | Ref.             |
| ---- | -------------------------------- | ----------------------------------- | ------------------------ | ---------------- |
| 2016 | Karla Casagrande                 | Guilherme Souza e Marcos Casagrande | Eduardo Alvarenga (Dudu) | [ 3 ]            |
| 2017 | Karla Casagrande                 | Guilherme Souza e Marcos Casagrande | Michel Perruchetti       |                  |
| 2018 | Gabriel Macedo e Alexandre Valle | Edson Costa                         | Julio César "Sagui"      | [ 4 ] [ nota 1 ] |

### Intérpretes
| Período       | Intérprete oficial                   | Referência |
| ------------- | ------------------------------------ | ---------- |
| 1987-1988     | Sobrinho                             |            |
| 1989          | David do Pandeiro                    |            |
| 1991-1997     | Ariel Matias                         |            |
| 2016          | Lelê do Cavaco e Claudinho do Pagode | [ 3 ]      |
| 2017          | Claudinho do Cavaco                  | [ 5 ]      |
| 2018-presente | Nélio Mariz                          | [ 6 ]      |

### Coreógrafo
| Ano           | Nome           | Ref.  |
| ------------- | -------------- | ----- |
| 2017          | Wall Magalhães |       |
| 2018-presente | Dayse Yara     | [ 7 ] |

### Mestre-sala e Porta-bandeira
| Ano           | Nome                                | Ref.  |
| ------------- | ----------------------------------- | ----- |
| 2016-2017     | Giovanna Casagrande e Douglas Motta | [ 8 ] |
| 2018-presente | Rogério Júnior e Julinha            | [ 7 ] |

### Corte de bateria
| Ano           | Rainha         | Ref.   |
| ------------- | -------------- | ------ |
| 2016          | Tuany de Paula | [ 10 ] |
| 2017          | Rubia Caboclo  | [ 11 ] |
| 2018-presente | Gisela Aranha  | [ 12 ] |

## Carnavais
| Ano                           | Colocação              | Grupo    | Enredo | Carnavalesco | Ref.         |
| ----------------------------- | ---------------------- | -------- | --- | --- | ------------ |
| 1956                          | Não foi julgada        | Grupo 2  | "Benfeitores da cidade em 1902" | | [ 13 ]       |
| 1957                          | Vice-campeã            | Grupo 2  | "Ordem e progresso" | Antônio José Soares                                                                                              |              |
| 1958                          | 8.º Lugar              | Grupo 1  | "Inconfidência Mineira" | |              |
| 1959                          | 13.º Lugar (Rebaixada) | Grupo 1  | "20 anos de Associação dos Cronistas Carnavalescos"                                                                                          | |              |
| 1960                          | 5.º Lugar              | Grupo 2  | "Exaltação à arte e pintura de Almeida Jr."                                                                                                  | Antônio José Soares                                                                                              |              |
| 1961                          | Vice-campeã            | Grupo 2  | "Seca no Nordeste" | Antônio José Soares                                                                                              |              |
| 1962                          | 10.º Lugar             | Grupo 2  | "Gonçalves Dias e suas memórias" | Antônio José Soares                                                                                              |              |
| 1963                          | 10.º Lugar             | Grupo 2  | "Memórias de um Preto Velho" | |              |
| A escola não desfilou em 1964 |                        |          | | |              |
| 1965                          | 9.º Lugar              | Grupo 2  | "Outros carnavais" | |              |
| 1966                          | 9.º Lugar              | Grupo 2  | "Exaltação à Bahia" | |              |
| 1967                          | 6.º Lugar              | Grupo 2  | "O homem que não quis ser Rei" | |              |
| 1968                          | 6.º Lugar              | Grupo 2  | "Bodas Imperiais" | |              |
| 1969                          | Não foi julgada        | Grupo 2  | "Senzala em festa" | |              |
| 1970                          | 3.º Lugar              | Grupo 2  | "Praça XI, berço do samba" | |              |
| 1971                          | 4.º Lugar              | Grupo 2  | "São Francisco a Caminho do Sertão" | Jairo de Souza                                                                                                   |              |
| 1972                          | Campeã                 | Grupo 2  | "Chiquinha Gonzaga, a alma cantante do Brasil"                                                                                               | Jairo de Souza                                                                                                   |              |
| 1973                          | 9.º Lugar (Rebaixada)  | Grupo 1  | "Assim dança o Brasil" | Carlos de Andrade                                                                                                |              |
| 1974                          | 7.º Lugar              | Grupo 2  | "Essa nêga fulô" | |              |
| 1975                          | Vice-campeã            | Grupo 2  | "Brasil, glória e integração" | |              |
| 1976                          | 14.º Lugar (Rebaixada) | Grupo 1  | "Riquezas áureas de nossa bandeira" | |              |
| 1977                          | 7.º Lugar              | Grupo 2  | "Um sonho colorido" | Geraldo Silva e Gil Rincon                                                                                       |              |
| 1978                          | 13.º Lugar             | Grupo 2  | "Manôa, um sonho dourado" | |              |
| 1979                          | 14.º Lugar             | Grupo 2A | "Folia-Folia" | |              |
| 1980                          | 8.º Lugar              | Grupo 2A | "Samba, sinfonia de uma raça" | |              |
| 1981                          | 6.º Lugar              | Grupo 2A | "Negrinho do Pastoreio" | |              |
| 1982                          | 10.º Lugar             | Grupo 2A | "Sobrenatural de Almeida, dramaturgo do mundo cão"                                                                                           | |              |
| 1983                          | 8.º Lugar              | Grupo 2A | "Mistérios das Matas com Ossam, Ossanha e Oxóssi"                                                                                            | |              |
| 1984                          | 6.º Lugar              | Grupo 2A | "Rio, carnaval e cinzas" | Jorge de Carvalho                                                                                                |              |
| 1985                          | 6.º Lugar              | Grupo 2A | "Caymmi, poeta do mar" | Jairo de Souza e Ary Reis                                                                                        |              |
| 1986                          | 5.º Lugar              | Grupo 2A | "Cobiças e lendas da Amazônia" | Jairo de Souza                                                                                                   |              |
| 1987                          | Vice-campeã            | Grupo 3  | "Marlene, a estrela maior" | Jairo de Souza                                                                                                   |              |
| 1988                          | 10.º Lugar             | Grupo 2  | "E agora, José?" | |              |
| 1989                          | 10.º Lugar             | Grupo 2  | "Rio boa praça" | |              |
| 1990                          | 7.º Lugar              | Grupo B  | "Saudade, hoje vou batucar!" | Jairo de Souza                                                                                                   |              |
| 1991                          | 5.º Lugar              | Grupo B  | "Acredite, se quiser!" | Jairo de Souza e Virgílio Bayma                                                                                  |              |
| 1992                          | 6.º Lugar              | Grupo B  | "Tributo às Raízes" | Jairo de Souza e Virgílio Bayma                                                                                  |              |
| 1993                          | 4.º Lugar              | Grupo B  | "Armando Campos, uma vida que dá samba" | Jairo de Souza                                                                                                   |              |
| 1994                          | 4.º Lugar              | Grupo B  | "Sargentelli, hoje o show é na Avenida" | Virgílio Bayma                                                                                                   |              |
| 1995                          | 3.º Lugar              | Grupo 1  | "Eu era feliz e não sabia" | Virgílio Bayma                                                                                                   |              |
| 1996                          | 10.º Lugar (Rebaixada) | Grupo C  | "Bornay, a lenda viva do Carnaval" | Virgílio Bayma                                                                                                   |              |
| 1997                          | 9.º Lugar (Rebaixada)  | Grupo D  | "Brava gente brasileira" | Virgílio Bayma                                                                                                   |              |
| 1998                          | 3.º Lugar              | Grupo E  | | |              |
| A não desfilou de 1999 a 2014 |                        |          | | |              |
| 2015                          | 6.º Lugar              | Série E  | "Mistérios das matas com Ossam, Ossanha e Oxóssi"                                                                                            | Marcio Perrota, Gabriel Haddad e Leonardo Bora                                                                   |              |
| 2016                          | Vice-campeã            | Série E  | Tania Índio do Brasil - Destaque da vida e do carnaval (Samba-enredo composto por Fred Lima, Cidinho de Lucas, Léo Guimarães e Puruca)       | Marcio Perrota, Gabriel Haddad e Leonardo Bora                                                                   | [ 3 ] [ 14 ] |
| 2017                          | 8.º Lugar              | Série D  | O dom de Wilson das Neves | Karla Casagrande, Márcio Portela, Wal Magalhães, Meliza Palma, Marcos Casagrande, Kelly Nascimento e Nina Bastos | [ 5 ]        |
| 2018                          | 7º Lugar               | Série D  | Império da Tijuca – Na Corte do Samba, és o Primeiro Compositores:Alexandre Valle, Cadinho, Wagner Mariano, Maneco, Nelson CEL, e Alex Alves | Sidney Soares | [ 7 ] [ 15 ] |

## Premiações
Prêmios recebidos pelo GRES Tupy de Brás de Pina.
| Ano  | Prêmio              | Categoria premiada                                                                             | Ref.   |
| ---- | ------------------- | ---------------------------------------------------------------------------------------------- | ------ |
| 1974 | Estandarte de Ouro  | Samba-enredo do Grupo 2 (Atual Série A) ("Essa nêga fulô" - Compositores: Ariel e Pedro Paulo) | [ 16 ] |
| 2016 | Troféu Jorge Lafond | Homenagem especial (Casal de Mestre-sala e Porta-bandeira Diego Motta e Giovanna Casagrande)   | [ 17 ] |